# Gustav Holck-Winterfeldt (1802-1885)
 Der er flere personer med dette navn, se Gustav Holck-Winterfeldt.
Gustav Christian greve og lensbaron Holck-Winterfeldt (2. oktober 1802 på Fjællebro – 22. november 1885 på Rosendal) var en dansk godsejer, far til Flemming og Gustav Holck-Winterfeldt.

## Virke
Han var søn af grev Flemming Frederik Cai Holck-Winterfeldt og Judith de Windt, var forpagter af Grevensvænge og arvede i 1826 Fjællebro på Fyn og erhvervede i 1837 Rosendal ved Faxe. Han ejede også substitutionen (fideikommisset) for Baroniet Wintersborg. Han var hofjægermester og blev 1840 kammerherre.

## Ægteskab og børn
4. oktober 1837 ægtede han på Gisselfeld Christiane komtesse Danneskiold-Samsøe (20. marts 1809 på Gisselfeld - 4. november 1873 i Montreux), datter af grev Christian Conrad Sophus Danneskiold-Samsøe og Johanne Henriette Valentine Kaas. Børn:
1. Henriette Christiane Adamine Louise komtesse Holck-Winterfeldt (25. august 1838 på Rønnebæksholm - 7. april 1863)
2. Louise Hildeborg komtesse Holck-Winterfeldt (3. oktober 1839 - 20. juli 1869)
3. Anna Eleonora Frederikke Elisabeth komtesse Holck-Winterfeldt (6. marts 1841 på Grevensvænge - 24. januar 1917 i København), gift 26. september 1862 i Faxe Kirke med forpagter Frederik Christian Julius greve Knuth (14. april 1832 i København - 29. september 1882 på Jomfruens Egede)
4. Caroline Amalie komtesse Holck-Winterfeldt (26. september 1842 på Grevensvænge - 24. december 1914), gift med Christian Rostgaard von der Maase
5. Christiane komtesse Holck-Winterfeldt (15. juni 1844 - 3. december 1872 på Frederiksberg)
6. Gustav Christian Flemming greve Holck-Winterfeldt (1846-1909)
7. Flemming Frederik Christian Sophus greve Holck-Winterfeldt (1850-1930)

Han er begravet på Fakse Kirkegård.